# Muaid Ellafi
Muaid Ellafi (in arabo مؤيد اللافي‎?; Zliten, 7 marzo 1996) è un calciatore libico, attaccante dell'Al-Ahly Tripoli e della nazionale libica.

## Statistiche

### Cronologia presenze e reti in nazionale
Aggiornato al 17 giugno 2023

| Cronologia completa delle presenze e delle reti in nazionale ― Libia | Cronologia completa delle presenze e delle reti in nazionale ― Libia | Cronologia completa delle presenze e delle reti in nazionale ― Libia | Cronologia completa delle presenze e delle reti in nazionale ― Libia | Cronologia completa delle presenze e delle reti in nazionale ― Libia | Cronologia completa delle presenze e delle reti in nazionale ― Libia | Cronologia completa delle presenze e delle reti in nazionale ― Libia | Cronologia completa delle presenze e delle reti in nazionale ― Libia |
| Data                                                                 | Città                                                                | In casa                                                              | Risultato                                                            | Ospiti                                                               | Competizione                                                         | Reti                                                                 | Note                                                                 |
| -------------------------------------------------------------------- | -------------------------------------------------------------------- | -------------------------------------------------------------------- | -------------------------------------------------------------------- | -------------------------------------------------------------------- | -------------------------------------------------------------------- | -------------------------------------------------------------------- | -------------------------------------------------------------------- |
| 7-9-2014                                                             | Marrakech                                                            | Marocco                                                              | 3 – 0                                                                | Libia                                                                | Amichevole                                                           | -                                                                    | 45’                                                                  |
| 6-6-2015                                                             | Bamako                                                               | Mali                                                                 | 2 – 2                                                                | Libia                                                                | Amichevole                                                           | 1                                                                    |                                                                      |
| 12-6-2015                                                            | Agadir                                                               | Marocco                                                              | 1 – 0                                                                | Libia                                                                | Qual. Coppa d'Africa 2017                                            | -                                                                    |                                                                      |
| 13-11-2015                                                           | Sousse                                                               | Libia                                                                | 1 – 0                                                                | Ruanda                                                               | Qual. Mondiali 2018                                                  | -                                                                    | 69’                                                                  |
| 9-6-2017                                                             | Il Cairo                                                             | Libia                                                                | 5 – 1                                                                | Seychelles                                                           | Qual. Coppa d'Africa 2019                                            | 1                                                                    | 87’                                                                  |
| 31-8-2017                                                            | Conakry                                                              | Guinea                                                               | 3 – 2                                                                | Libia                                                                | Qual. Mondiali 2018                                                  | -                                                                    | 81’                                                                  |
| 4-9-2017                                                             | Monastir                                                             | Libia                                                                | 1 – 0                                                                | Guinea                                                               | Qual. Mondiali 2018                                                  | -                                                                    | 70’                                                                  |
| 7-10-2017                                                            | Monastir                                                             | Libia                                                                | 1 – 2                                                                | RD del Congo                                                         | Qual. Mondiali 2018                                                  | -                                                                    |                                                                      |
| 11-11-2017                                                           | Tunisi                                                               | Tunisia                                                              | 0 – 0                                                                | Libia                                                                | Qual. Mondiali 2018                                                  | -                                                                    | 57’                                                                  |
| 8-9-2018                                                             | Durban                                                               | Sudafrica                                                            | 0 – 0                                                                | Libia                                                                | Qual. Coppa d'Africa 2019                                            | -                                                                    | 81’                                                                  |
| 24-3-2019                                                            | Sfax                                                                 | Libia                                                                | 1 – 2                                                                | Sudafrica                                                            | Qual. Coppa d'Africa 2019                                            | -                                                                    | 83’                                                                  |
| 4-9-2019                                                             | Ouagadougou                                                          | Burkina Faso                                                         | 1 – 0                                                                | Libia                                                                | Amichevole                                                           | -                                                                    |                                                                      |
| 7-9-2019                                                             | Berrechid                                                            | Libia                                                                | 2 – 0                                                                | Niger                                                                | Amichevole                                                           | 1                                                                    | 80’                                                                  |
| 11-10-2019                                                           | Oujda                                                                | Marocco                                                              | 1 – 1                                                                | Libia                                                                | Amichevole                                                           | -                                                                    |                                                                      |
| 15-10-2019                                                           | Nouakchott                                                           | Mauritania                                                           | 0 – 0                                                                | Libia                                                                | Amichevole                                                           | -                                                                    | 66’                                                                  |
| 15-11-2019                                                           | Tunisi                                                               | Tunisia                                                              | 4 – 1                                                                | Libia                                                                | Qual. Coppa d'Africa 2021                                            | -                                                                    | 67’                                                                  |
| 19-11-2019                                                           | Monastir                                                             | Libia                                                                | 2 – 1                                                                | Tanzania                                                             | Qual. Coppa d'Africa 2021                                            | -                                                                    | 63’                                                                  |
| 11-10-2020                                                           | Tripoli                                                              | Libia                                                                | 1 – 2                                                                | Comore                                                               | Amichevole                                                           | -                                                                    | 57’                                                                  |
| 11-11-2020                                                           | Il Cairo                                                             | Libia                                                                | 2 – 3                                                                | Guinea Equatoriale                                                   | Qual. Coppa d'Africa 2021                                            | -                                                                    | 82’                                                                  |
| 25-3-2021                                                            | Bengasi                                                              | Libia                                                                | 2 – 5                                                                | Tunisia                                                              | Qual. Coppa d'Africa 2021                                            | 2                                                                    | 89’                                                                  |
| 1-9-2021                                                             | Bengasi                                                              | Libia                                                                | 2 – 1                                                                | Gabon                                                                | Qual. Mondiali 2022                                                  | -                                                                    |                                                                      |
| 7-9-2021                                                             | Benguela                                                             | Angola                                                               | 0 – 1                                                                | Libia                                                                | Qual. Mondiali 2022                                                  | -                                                                    | 27’                                                                  |
| 8-10-2021                                                            | Alessandria d'Egitto                                                 | Egitto                                                               | 1 – 0                                                                | Libia                                                                | Qual. Mondiali 2022                                                  | -                                                                    | 72’                                                                  |
| 11-10-2021                                                           | Bengasi                                                              | Libia                                                                | 0 – 3                                                                | Egitto                                                               | Qual. Mondiali 2022                                                  | -                                                                    |                                                                      |
| 12-11-2021                                                           | Libreville                                                           | Gabon                                                                | 1 – 0                                                                | Libia                                                                | Qual. Mondiali 2022                                                  | -                                                                    | 71’                                                                  |
| 16-11-2021                                                           | Bengasi                                                              | Libia                                                                | 1 – 1                                                                | Angola                                                               | Qual. Mondiali 2022                                                  | -                                                                    | 63’                                                                  |
| 26-3-2022                                                            | Nouakchott                                                           | Niger                                                                | 1 – 2                                                                | Libia                                                                | Amichevole                                                           | 1                                                                    |                                                                      |
| 24-3-2023                                                            | Tunisi                                                               | Tunisia                                                              | 3 – 0                                                                | Libia                                                                | Qual. Coppa d'Africa 2023                                            | -                                                                    | 30’                                                                  |
| 28-3-2023                                                            | Bengasi                                                              | Libia                                                                | 0 – 1                                                                | Tunisia                                                              | Qual. Coppa d'Africa 2023                                            | -                                                                    | 81’                                                                  |
| 17-6-2023                                                            | Francistown                                                          | Botswana                                                             | 1 – 0                                                                | Libia                                                                | Qual. Coppa d'Africa 2023                                            | -                                                                    | 90’                                                                  |
| 25-3-2025                                                            | Douala                                                               | Camerun                                                              | 3 – 1                                                                | Libia                                                                | Qual. Mondiali 2026                                                  | -                                                                    | 51’ 80’                                                              |
| Totale                                                               |                                                                      | Presenze                                                             | 31                                                                   |                                                                      | Reti                                                                 | 6                                                                    |                                                                      |

## Palmarès

### Club

#### Competizioni nazionali
- Supercoppa di Libia: 1

Al-Ahly Tripoli: 2017
- Campionato algerino: 1

USM Alger: 2018-2019
- Campionato marocchino: 2

Wydad Casablanca: 2020-2021, 2021-2022

#### Competizioni internazionali
- CAF Champions League: 1

Wydad Casablanca: 2021-2022